# غول‌شیربالان
غول‌شیربالان (نام علمی: Coxoplectoptera) نام یک راسته از شاخه بندپایان است.